# 고포국
고포국(古蒲國)은 고대 한반도에 존재했던 국가로 마한의 54소국 중의 하나이다. 고포국의 위치는 정확하지 않지만 정인보는 경상북도 경산시, 천관우는 충청남도 부여군로 추정하였다. 충청도설이 더 우세하나 정확한 근거는 전무하다. 마한 연맹체의 다른 국가들과 결속적인 관계를 유지하면서도 토착적인 지배세력이 독자적인 성장을 지속하였으나 백제에 복속되었다.

## 같이 보기
- 마한